# Domenico Semeraro
Domenico Semeraro (3 febbraio 1964) è un bobbista svizzero, di origine italiana, attivo durante gli anni novanta.

## Carriera
Ai XVII Giochi olimpici invernali di Lillehammer del 1994, ha guidato l'equipaggio elvetico alla conquista della medaglia d'argento nel bob a quattro. Sempre nella gara a quattro, Semeraro ha vinto una medaglia d'oro ai campionati del mondo FIBT del 1993 disputati presso gli impianti di Igls.